# Gopo 2010
A IV-a ediție a Premiilor Gopo oferite de Asociația pentru Promovarea Filmului Românesc a avut loc luni, 29 martie 2010, la Palatul Parlamentului în Sala Unirii între 19:00 și 23:15 EET. În cadrul galei, Asociația pentru Promovarea Filmului Românesc a acordat Premii Gopo pentru 19 categorii. Ceremonia a fost televizată de TVR1 și TVR I.
Juriul care a decis nominalizările Galei Premiilor Gopo 2010 a fost alcătuit din exploatantul Dana Băcanu (Noul Cinematograf al Regizorului Român); criticii de film Viorica Bucur și Mihai Fulger; câștigătorii Premiilor Gopo, Cristian Comeaga (producător – Restul e tăcere – Gopo pentru Cel mai bun film la ediția 2009) și Radu Muntean (Boogie – Gopo pentru Cel mai bun regizor în același an); actrița și scenarista Mara Nicolescu.

## Câștigători și nominalizări

### Cel mai bun film
- Polițist, adjectiv
  - Cea mai fericită fată din lume
  - Concertul
  - Katalin Varga

### Cel mai bun regizor
- Corneliu Porumboiu - Polițist, adjectiv
  - Adrian Sitaru - Pescuit sportiv
  - Radu Jude - Cea mai fericită fată din lume
  - Radu Mihăileanu - Concertul

### Cel mai bun scenariu
- Corneliu Porumboiu - Polițist, adjectiv
  - Anca Damian - Întâlniri încrucișate
  - Augustina Stanciu, Radu Jude - Cea mai fericită fată din lume
  - Ileana Muntean, Mircea Stăiculescu, Andrei Gruzsniczki - Cealaltă Irina
  - Radu Mihăileanu, Alain-Michel Blanc - Concertul

### Cel mai bun actor
- Dragoș Bucur - Polițist, adjectiv
  - Adrian Titieni - Pescuit sportiv
  - Andi Vasluianu - Cealaltă Irina
  - Florin Piersic jr. - Călătoria lui Gruber
  - Valentin Popescu - Cele ce plutesc

### Cea mai bună actriță
- Hilda Peter - Katalin Varga
  - Andreea Boțneag - Cea mai fericită fată din lume
  - Maria Dinulescu - Pescuit sportiv
  - Monica Bârlădeanu - Francesca
  - Olimpia Melinte - Cele ce plutesc

### Cel mai bun actor în rol secundar
- Vlad Ivanov - Polițist, adjectiv
  - Doru Ana - Cealaltă Irina
  - Radu Iacoban - Amintiri din Epoca de Aur
  - Tibor Palfy - Katalin Varga
  - Vasile Muraru - Cea mai fericită fată din lume

### Cea mai bună actriță în rol secundar
- Luminița Gheorghiu - Francesca
  - Diana Cavallioti - Întâlniri încrucișate
  - Tania Popa - Amintiri din Epoca de Aur
  - Violeta Haret-Popa - Cea mai fericită fată din lume

### Cea mai bună imagine
- Marius Panduru - Polițist, adjectiv
  - Dan Alexandru - Cele ce plutesc
  - Dinu Tănase - Călătoria lui Gruber
  - Mark Gyori - Katalin Varga
  - Vivi Drăgan Vasile - Cealaltă Irina

### Cel mai bun montaj
- Ludo Troch - Concertul
  - Adrian Sitaru - Pescuit sportiv
  - Cătălin F. Cristuțiu - Cea mai fericită fată din lume
  - Matyas Fekete - Katalin Varga
  - Roxana Szel - Polițist, adjectiv

### Cel mai bun sunet
- Dana Bunescu, Cristinel Sirli - Amintiri din Epoca de Aur
  - Constantin Fleancu - Cea mai fericită fată din lume
  - Gyorgi Kovacs, Gabor Erdelyi, Tamas Szekely - Katalin Varga
  - Sebastian Zsemlye, Chris Mike Sugar, Alexandru Dragomir - Polițist, adjectiv

### Cea mai bună muzică originală
- Armand Amar - Concertul
  - Hanno Hofer, Laco Jimi - Amintiri din Epoca de Aur
  - Pessi Levanto - Întâlniri încrucișate
  - Steven Stapleton, Geoff Cox - Katalin Varga

### Gopo pentru cea mai bună scenografie
- Cristian Niculescu - Concertul
  - Cezara Armașu, Mihaela Poenaru, Dana Istrate, Simona Pădurețu - Amintiri din Epoca de Aur
  - Florin Gabrea - Călătoria lui Gruber
  - Mihaela Poenaru - Polițist, adjectiv
  - Mihai Dorobanțu - Cele ce plutesc

### Cele mai bune costume
- Svetlana Mihăilescu - Călătoria lui Gruber
  - Augustina Stanciu - Cea mai fericită fată din lume
  - Giorgiana Bostan - Polițist, adjectiv
  - Viorica Petrovici - Concertul

### Cel mai bun machiaj și cea mai bună coafură
- Michelle Constantinides, Dana Busoiu, Catherine Crassac, Adelina Popa - Concertul
  - Dana Roșeanu - Cea mai fericită fată din lume
  - Maria Andreescu, Domnica Sava - Weekend cu mama
  - Maria Andreescu, Lidia Ivanov - Cele ce plutesc

### Cel mai bun film documentar
- Lumea văzută de Ion B. - regie Alexander Nanau
  - Australia - regie Claudiu Mitcu
  - Copiii uraniului - regie Iulian Ghervas, Adina Popescu
  - Drumul păsărilor - regie Klára Trencsényi, Vlad Naumescu

### Cel mai bun film de scurt metraj
- Nunta lui Oli - regie Tudor Cristian Jurgiu
  - Înainte și după 22/12/1989 - regie Andrei Cohn
  - Renovare - regie Paul Negoescu
  - Zgomot alb - regie Marius Pandele

### Premiul pentru tânără speranță
- Andreea Boșneag - Cea mai fericită fată din lume
  - Claudiu Mitcu - Australia
  - Diana Cavallioti - Amintiri din Epoca de Aur, Întâlniri încrucișate
  - Olimpia Melinte - Cele ce plutesc
  - Tudor Cristian Jurgiu - Nunta lui Oli

### Cel mai bun film european
- Gomorrah (Gomora) - Regia: Mateo Garrone; Italia-Franța, 2008 
  - Un Conte De Noel (O poveste de Crăciun) - Regia: Arnaud Desplechin; Franța, 2008
  - Le Silence De Lorna (Tăcerea Lornei) - Regia: Jean-Pierre Dardenne, Luc Dardenne; Franța-Belgia-Italia, 2008
  - Il y a longtemps que je t’aime (Te iubesc de mult) - Regia: Philippe Claudel; Franța-Germania, 2008

### Premiul publicului
- Amintiri din Epoca de Aur 1: Tovarăși, frumoasă e viața! – 26.520 bilete vândute

## Premii speciale
Premiul Gopo pentru întreaga activitate
- Scenaristul Dumitru Carabăț

Premiul Gopo pentru întreaga carieră
- Actrița Draga Olteanu Matei

Premiul special
- Gina Stoica - etaloneur

## Prezentatori
- Mihai Călin

## Filme cu multiple nominalizări
| 11 nominalizări - Cea mai fericită fată din lume 10 nominalizări - Polițist, adjectiv 8 nominalizări - Concertul | 7 nominalizări - Katalin Varga 6 nominalizări - Amintiri din Epoca de Aur - Cele ce plutesc |

## Filme cu multiple premii
6 premii
- Polițist, adjectiv

4 premii
- Concertul